# 가면라이더 블레이드
가면라이더 블레이드(일본어: 仮面ライダー剣（ブレイド) 카멘라이다 부레이도[*])는 일본 토에이의 헤이세이 가면라이더 시리즈 5번째 작품으로, 2004년 1월 25일부터 2005년 1월 23일까지 일본 TV 아사히에서 방영되었다. 선전 문구는 "지금, 그 힘이 전개된다"(일본어: 今、その力が展開する 이마, 소노 치카라가 젠카이스루[*]), "운명의 비장의 패를 붙잡아라!"(일본어: 運命の切札をつかみ取れ! 운메이노 키리후다오 츠카미토레![*])이다.

## 주요등장인물
- 켄자키 카즈마(剣崎 一真) - 가면라이더 블레이드 (성우,배우: 츠바키 타카유키, 한국어 성우: 오인성)
- 타치바나 사쿠야(橘 朔也) - 가면라이더 갸렌 (성우(가면라이더 디케이드),배우: 아마노 히로나리, 한국어 성우: 최재호)
- 아이카와 하지메(相川 始) - 가면라이더 카리스, 조커 언데드 (성우,배우: 모리모토 료지, 한국어 성우: 이규석)
- 카미죠 무츠키(上城 睦月) - 가면라이더 렌겔 (성우(2014년),배우: 호죠 타카히로, 한국어 성우: 노계현)
- 히로세 시오리(広瀬 栞) (배우: 에가와 유미, 한국어 성우: 소연)
- 시라이 코타로(白井 虎太郎) (배우: 타케자와 테루노스케, 한국어 성우: 전태열)
- 쿠리하라 하루카(栗原 遥香) (배우: 야마구치 카오리, 한국어 성우: 윤성혜)
- 쿠리하라 아마네(栗原 天音) (배우: 카지와라 히카리, 한국어 성우: 문남숙)
- 카리스마 케이(烏丸 啓) (배우: 야마지 카즈히로, 한국어 성우: 박기량)
- 키류 고우(桐生 豪) (배우: 마스자와 노조무, 한국어 성우: 유호한)
- 텐노지 히로시(天王路 博史) - 인조언데드-케르베로스 (배우: 모리츠구 코우지, 한국어 성우: 김태훈)

## 상급 언데드
- 이사카/피콕 언데드 배우:모토미야 야스카제 (한국성우:이원찬)

- 야자와/카프리콘 언데드 배우:코레츠카 아츠시 (한국성우:이상훈)

- 요시나가 미유키/오기드 언데드 배우:히지이 미카 (한국성우:홍희숙)

- 타카하라/이글 언데드 배우:하야시 야스후미 (한국성우:최정호)

- 신메이/울프 언데드 배우:카가미 마사시 (한국성우:방성준)

- 다이치/엘리펀트 언데드 배우:나리타 카이리 (한국성우:곽윤상)

- 시마 노보루/타란튤라 언데드 배우:아이자와 카즈나리 (한국성우:손정성)

- 아즈미/서펜트 언데드 배우:후쿠즈미 미오 (한국성우:김혜주)

- 킹/코카서스비틀 언데드 배우:카미조 마코토 (한국성우:최창석)

- 죠 히카루/타이거 언데드 배우:하마사키 아카네 (한국성우:임주현)

- 카나이/기라파 언데드 배우:쿠보데라 아키라 (한국성우:손원일)

## 주제가.삽입곡
오프닝
Round ZERO~BLADE BRAVE(1화~30화) 노래:아이카와 나나세 김주희
ELEMENTS(31화~48화) 노래:RIDER CHIPS Feat.Ricky
엔딩
각성(2화~21화) 노래:Ricky
rebirth (20,23~47화) 노래:아마노 히로나리
take it a try (31화~45화) 노래:모리모토 료지

## 수출
2007년 대한민국의 챔프TV, 애니원 계열에서 방영되었다.